# Réserve intégrale Three Sisters
La réserve intégrale Three Sisters (anglais : Three Sisters Wilderness) est une zone restée à l'état sauvage et protégée dans la Chaîne des Cascades, dans la forêt nationale de Willamette et la forêt nationale de Deschutes, dans l'Oregon (États-Unis).

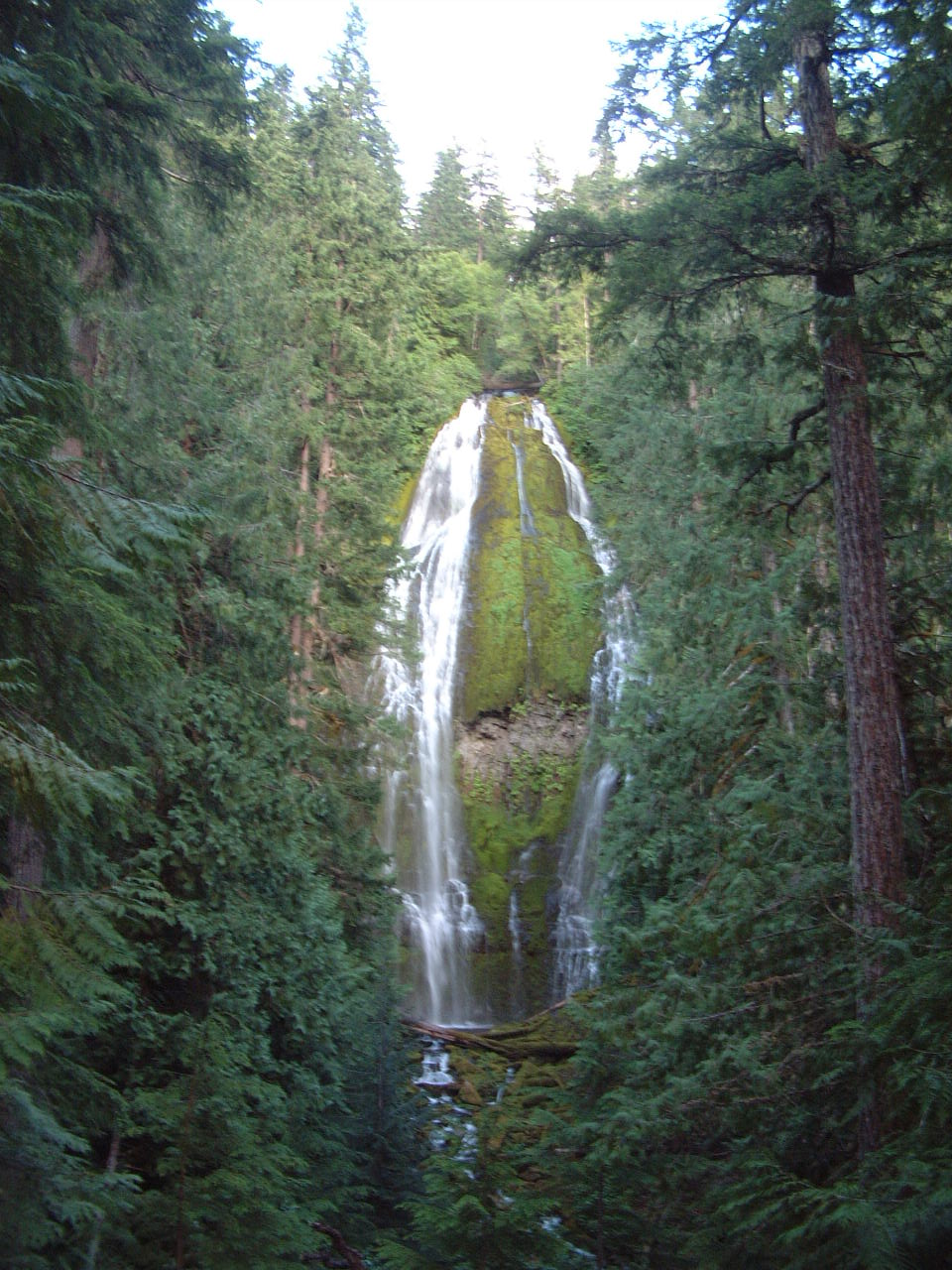
Chutes Proxy

Cette zone protégée est grande de 1 160 km2, ce qui en fait la seconde plus grande de l'Oregon. Elle a été créée le 1er janvier 1964 par le Congrès des États-Unis, et nommé ainsi en raison des trois volcans qui s'y trouvent, les Three Sisters (North Sister : 3 073 m; Middle Sister : 3 062 m; South Sister : 3 157 m).

## Végétation
L'altitude dans la Three Sisters Wilderness varie entre 600 m et 3 157 m.
Les Three Sisters se situent dans la partie est de la zone.
Les forêts se trouvant dans cette zone sont composées de pseudotsugas, de sapins gracieux, de sapins subalpins, de tsugas, de pruches de l'Ouest, de pins tordus, et de pins ponderosas.
Une large aire au-dessus de la limite des arbres contient des taïgas.

## Activités
Les activités praticables dans cette zone sont le camping, la randonnée, l'escalade, et la pêche.
L'aire est traversée par 600 km de sentiers, dont 60 km par le Pacific Crest Trail.